# Mansfelder Land (district)
Districtul Mansfelder Land este un Kreis în landul Saxonia-Anhalt, Germania. 